# Nogueira do Cravo (Oliveira de Azeméis)
Nogueira do Cravo is een plaats (freguesia) in de Portugese gemeente Oliveira de Azeméis en telt 2852 inwoners (2001).